# 李颀
李頎（約690年—約751年），赵州人，长居洛州武林县（今河南登封），唐代诗人。

## 生平
李頎出身於唐朝士族趙郡李氏，常服餌丹砂，“甚有好顏色”，因结识富豪轻薄子弟，倾财破产。后立志刻苦读书，隐居武林县苦读十年，于唐玄宗开元二十三年（735年）賈季鄰榜进士及第，曾为新乡县尉，始終未得迁调，天寶十載前即辞官歸隱。餘事不詳。
李頎性格超脱，厭薄世俗，以寫詩稱著，與文人王維、王昌齡、高適、綦毋潛、陳章甫、皇甫曾、梁鍠、康洽等來往密切。他的詩秀麗雄渾，內容與體裁頗為廣泛。又以五言、七言歌行和七言律詩見長，清代王士禎評：“盛唐七言詩，老杜外，王維、李頎、岑參耳。”他尤以边塞诗著稱，格調雄渾奔放，慷慨激昂。李頎的代表作有《古從軍行》、《古意》、《塞下曲》、《聽董大彈胡笳兼寄語房給事》。

## 生卒年
李颀生卒年均无法确定。聞一多《唐诗大系》定为690年？-751年？，但都不确定。李颀可考的最晚系年是天宝八载（749年）秋送高适赴封丘尉写的诗《赠别高三十五》。此后再无行踪记载。谭优学《李颀行年考》认为李颀天宝十三载尚在。傅璇琮《李颀考》认为李颀天宝八载（749年）秋冬尚居住洛阳，當卒於此後數年，但不超过天宝十二载（753年）。

## 作品
《新唐书·艺文志》著录李颀诗一卷。《全唐诗》编录三卷，共127首。但仍有散佚之作。